# Roman Dittrich
Roman Dittrich es un deportista checo que compitió en piragüismo en la modalidad de aguas tranquilas. Ganó tres medallas en el Campeonato Mundial de Piragüismo entre los años 1993 y 1995.

## Palmarés internacional
| Campeonato Mundial | Campeonato Mundial        | Campeonato Mundial | Campeonato Mundial |
| Año                | Lugar                     | Medalla            | Competición        |
| ------------------ | ------------------------- | ------------------ | ------------------ |
| 1993               | Copenhague (Dinamarca)    | Medalla de bronce  | C4 500 m           |
| 1994               | Ciudad de México (México) | Medalla de bronce  | C4 200 m           |
| 1995               | Duisburgo (Alemania)      | Medalla de plata   | C4 200 m           |